# Windows 1.0x
Windows 1.01 — найперша версія операційної системи Microsoft Windows. Випущена 20 листопада 1985 року, була першою спробою Microsoft реалізувати багатозадачне операційне середовище для IBM PC з графічним інтерфейсом.
Системні вимоги :
- Відеоадаптер CGA/Hercules/EGA
- 256 КБ ОЗП
- 2 дисководи гнучких дисків або жорсткий диск

## Можливості
На відміну від подальших версій, Windows 1.0 надавала лише обмежену підтримку багатозадачності для наявних програм MS-DOS, концентруючись в основному на створенні парадигми середовища для виконання та взаємодії прикладних програм, а також стабільного API для майбутніх Windows-програм.
Windows 1.0 часто вважають «оболонкою» для ОС MS-DOS (це визначення часто застосовується і до пізніших Windows). Насправді Windows 1.0 запускалася з MS-DOS, її програми могли викликати функції MS-DOS, а програми з графічним інтерфейсом запускалися з тих же виконуваних EXE — файлів, що і звичайні програми MS-DOS. Однак виконувані файли Windows мали інший формат (NE- англ. new executable), який міг оброблятися тільки Windows і який, наприклад, дозволяв довантажувати код і дані за запитом. Застосунки повинні були керувати пам'яттю тільки за допомогою власної системи управління розподілом пам'яті Windows, яка дозволяла використовувати віртуальну пам'ять.
Визначення Windows 1.0 як «оболонки для DOS» виходить з того факту, що вона була створена лише як графічне середовище для роботи програм, а не як повнофункціональна ОС. Проте Windows 1.0 включала власні драйвери для відеокарт, мишей, клавіатур, принтерів і послідовних портів. Передбачалося, що прикладні програми будуть викликати лише API, побудовані на основі цих драйверів. Враховуючи, що підтримка графіки й периферійних пристроїв в MS-DOS вкрай обмежена, застосункам доводилося звертатися безпосередньо до апаратного забезпечення (або, в деяких випадках, до BIOS), щоб виконати необхідні дії. Таким чином, Windows 1.0 була не просто оболонкою для MS-DOS, а доповнювала і частково замінювала можливості, які не були представлені в MS-DOS. Рівень заміщення MS-DOS підвищувався в наступних версіях Windows.
Windows 1.0x має кооперативну багатозадачність, мозаїчні вікна, можливість запуску та інтеграції з програмами DOS, [працює поверх існуючої DOS, підтримує ПК на базі 8088 із IBM CGA, Hercules Monochrome та IBM EGA video.

## Оновлення
Windows 1.02 — це незначне оновлення Windows 1.01, випущене лише в Європі в травні 1986 року. Воно включає додаткові розкладки клавіатури та оновлені версії пакетних програм. Тепер спулер повідомляє, до якого порту не підключено принтер. Більшість програм оновлено до версії 1.02, але деякі з них все ще мають версії 1.01.
Windows 1.03 — це незначне оновлення Windows 1.02 , випущене в середині 1986 року. Він прийшов на зміну версіям 1.01 і 1.02 як універсальний випуск у США та на інших ринках. Він містить додаткові драйвери пристроїв, покращений SDK і оновлені Панель керування, Reversi, Write та Paint до 1.03, решта — 1.02. Існує дванадцять різних версій 1.03 із часовими мітками від літа 1986 до кінця 1987. Ця версія також має версію для перевірки/налагодження, датовану груднем 1986 року.